# مارونووو
مارونووو (به لاتین: Marunowo) یک روستا در لهستان است که در گمینا چارنکوو واقع شده‌است.